# La Cassagne
La Cassagne é uma comuna francesa na região administrativa da Nova Aquitânia, no departamento Dordonha. Estende-se por uma área de 15 km². Em 2010 a comuna tinha 153 habitantes (densidade: 10,2 hab./km²).